# 暗淡藍點

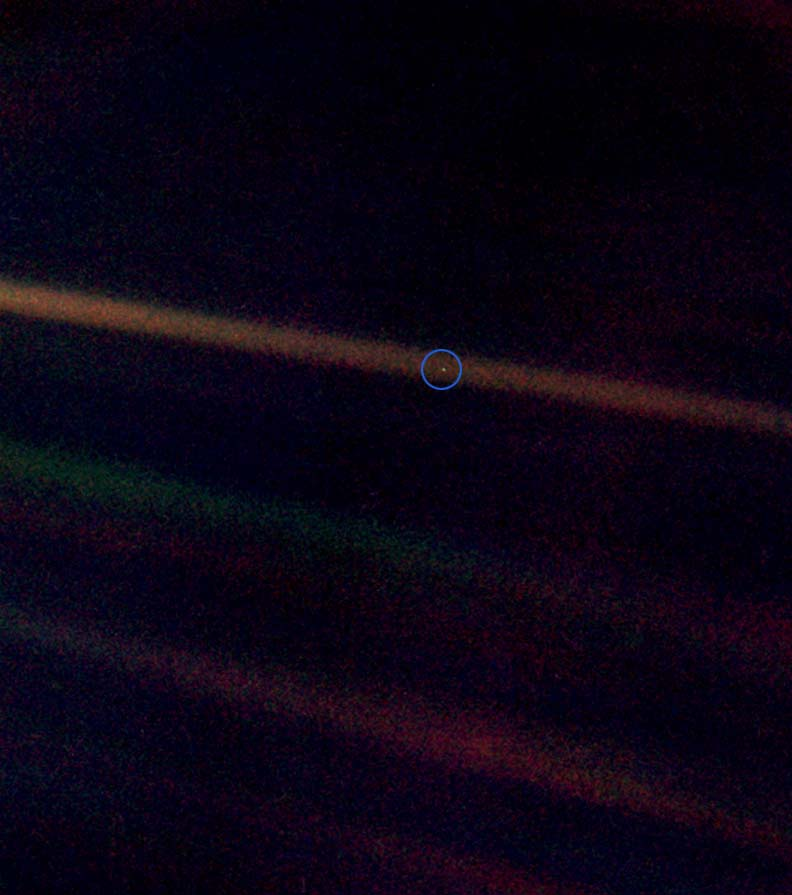
這是從40億英里外的太空拍攝的地球照片，可見地球只是太陽光束上的一個小點而已（圖中被人工加上的藍圈內小點）

暗淡藍點拍攝的大略位置（綠色圓圈內）示意圖

《暗淡藍點》（又译作《蒼藍小點》或《淡藍小點》）是一張由航海家1號拍攝的著名地球照片之一，顯示了地球懸浮在太陽系漆黑的背景中。這張照片亦使美國天文學家卡爾·薩根得到靈感，寫成了《暗淡蓝点：展望人类的太空家园》（Pale Blue Dot: A Vision of the Human Future in Space）一書。

## 拍摄
1990年2月14日，正當時航海家1號太空船剛完成其首要任務之際，美國天文學家卡爾·薩根說服美國國家航太總署，讓控制中心發出指令指示太空船向後望以拍攝它所探訪過的行星。美國國家航太總署最終從這個動作中編譯出60幀照片，輯成了一幅太陽系全家福。當中一張照片剛好把地球攝於鏡內。地球在這張從40億英里外（64億公里外）拍攝的照片中，只是在粒狀照片裡的一個渺小“暗淡藍點”。照片使用了一台窄角度的相機於黃道之上32 °拍攝，並使用了藍色、綠色和紫色的濾光鏡。因為相對於闊角度相機來說，窄角度相機可用來拍攝在值得研究的地點上的一些微細特徵。當中地球的大小只佔整張照片的0.12像素。照片中的色彩條紋是陽光在鏡頭裡產生的光斑所致。
薩根說，從阿波羅8號任務裡拍攝得到的著名地球上升（或稱地出）照片，可看到整個地球從月球上方冒出，驅使人類退後一步看到地球其實只是這個浩瀚宇宙的一個角落。為了更加體現這一點，薩根說是他推動了讓旅行者在這個太陽系邊緣的優越位置拍攝一張地球的照片。而且太過靠近太陽的話會損害太空船上的光學鏡頭。旅行者亦曾替金星、木星、土星、天王星和海王星拍了類似的照片，構成了一幅太陽系全家福。而水星因為太過接近太陽而沒被拍攝，火星就因為太陽光線影響了太空船上的鏡頭而拍不到。
薩根在其1994年所著的書籍《暗淡藍點》中透露了他從這張照片得到的深層啟示，他寫道：
|  | 再来看一眼这个小点。就在这里。这就是家。这就是我们。在这个小点上，每一个你爱的人，每一个你认识的人，每一个你听说过的人，每一个人，无论是谁，都在此度過一生。我们所有的快乐和挣扎，数以千万自傲的宗教信仰、思想体系观念意识，以及经济学原理教义，每一个猎人或征服者，每一位勇士或懦夫，每一个文明的缔造者或摧毁者，每一位君王或农夫，每一对陷入爱河的年轻伴侣，每一位为人父母者，所有充满希望的小孩、发明家或探险者，每一位灵魂导师，每一个腐败的政客，每一个所谓的‘超级巨星’，每一个所谓的‘至高领袖’，每一位我们人类史上的圣人或罪人……我们的一切一切，全部都存在于这样一粒悬浮在一束阳光中的尘埃上。 地球，只是浩瀚宇宙竞技场上一个小小的舞台。想想那些帝王将相揚起的腥風血雨，只為在榮耀和勝利中，短暫享受主宰著一個小點上一小部分的滋味。想想有些永无止境的残暴，竟然就发生在这个小点上某个角落里的一群人、与几乎分不出任何区别的同样这一个小点上的另一个角落的另一群人之间。他们之间的误解能有多频繁，他们之间想灭掉对方的愿望能有多迫切，他们之间互相的仇恨能有多熾烈。 我们的裝腔作勢與妄自尊大，我們以为自己在宇宙中享有特权的幻想，都被这颗发着微弱蓝光的小点所挑战。我们的这颗星球，是一粒孤孤单单的微尘，被包裹在宇宙浩瀚的黑暗中。在我们有限的认知里，在这一片浩瀚之中，没有任何迹象表明救助会从别处而来帮助我们救赎自己。 目前為止，地球是我们唯一所知有生命居住的世界。没有其他地方——至少是在不遠的未来裡，可供我们这一物种移民。我們能夠造訪，但尚不能常驻。不管你喜欢还是不喜欢，目前为止只有地球是我们的立足之地。 有人说，天文学是一门令人谦卑的、同时也是塑造性情的学问。也許没有什么能比从遥远太空拍摄到的我们微小世界的这张照片，更能展示人类的自负有多愚蠢。對我而言，这也是在提醒我们的责任所在：更和善地对待彼此，並维护和珍惜这颗暗蓝色的小点——这个我们目前所知唯一的家园。 |

在艾伯特·高爾在2006年的紀錄片《絕望真相》中把這張“暗淡藍點”照片置於片末，以這張照片來強調停止全球暖化的迫切性，並改述了薩根的訊息：「這已是我們有的一切」。

## 參閱
- 《宇宙：個人遊記》
- 太空與生存（英语：Space and survival）
- 藍色彈珠
- 太陽系全家福
- 地出
- 總觀效應
- 首次從太空拍攝地球照片的時間表

### 引用
1. ↑  . Big Sky Astronomy Club.   [2006-04-02]. （原始内容存档于2006-04-04）.
2. ↑  . The Planetary Society.   [2006-07-27]. （原始内容存档于2007-09-27）.
3. ↑  . Sky Image Lab Astrophoto.   [2006-04-02]. （原始内容存档于2006-03-17）.
4. 1 2 3  .   [2007-05-09]. （原始内容存档于2007-06-11）.
5. ↑  Sagan. . . : 8–9. （原始内容存档于2007-05-04）.
6. ↑  .   [2007-05-09]. （原始内容存档于2008-12-04）.
7. 1 2  .   [2007-05-09]. （原始内容存档于2007-03-14）.
8. 1 2  .   [2007-05-09]. （原始内容存档于2006-09-03）.
9. ↑  趙丰.  (PDF) 131. 科學人中文版. 2013年1月: 26–27  [2017-04-02]. ISSN 1682-2811. （原始内容 (PDF)存档于2015-09-28）.
10. 1 2  Sagan, Carl. . PARADE Magazine. September 9, 1990  [July 28, 2011]. （原始内容存档于2020-10-08）.
11. ↑  .   [2007-05-09]. （原始内容存档于2007-06-26）.
12. ↑  .   [2007-05-09]. （原始内容存档于2007-05-02）.
13. ↑  Sagan, Carl. . United States: Random House USA Inc. 1997: 6-7. ISBN 9780345376596.
14. ↑  高爾, 艾伯特. . MoveOn.org. 2004年1月15日  [2006-12-18]. （原始内容存档于2006年12月9日）.

## 外部連結
- 薩根對人類太空飛行的理據 （页面存档备份，存于） 有關卡爾·薩根與《暗淡藍點》的文章（英文）
- 太空飛行還是滅絕：卡爾·薩根 《暗淡藍點》一書之摘錄（英文）
- 可能是更加漂亮的暗淡藍點 （页面存档备份，存于） 由位於土星環上的卡西尼太空船於2006年9月15日拍攝的另一張地球照片（英文）有關這張照片的更多資料 （页面存档备份，存于）
- （页面存档备份，存于） 在YouTube網站上向卡爾·薩根致敬的短片（英文）
- （页面存档备份，存于） 在YouTube網站上的《宇宙大探索》節錄：暗淡藍點（英文）（含字幕）
- 我們在這裡：暗淡藍點 （页面存档备份，存于） 由卡爾·薩根本人旁白的一段有關暗淡藍點的短片（英文）